# Belfegore
Belfegore was een Duitse newwaveband uit Düsseldorf, die bestond van 1982 tot 1985 en tot de vroege gothic gerekend kan worden.
Oprichter van de groep was Michael David Clauss, die oorspronkelijk gitarist bij KFC en Nichts was; hij stamde uit de Neue Deutsche Welle, de Duitse tak van de new wave, die in de vroege jaren tachtig een brede appreciatie oogstte. Clauss had echter veel belangstelling voor de muziek van gothicgroepen als Bauhaus en Killing Joke, die eveneens wave is, maar met een veel grimmiger, agressiever stemming. 
In 1982 verliet hij Nichts, en samen met bassist en keyboardspeler Walter Jaeger en drummer Charly Terstappen, die nog bij Wallenstein gespeeld had, stichtte hij de nieuwe formatie Belfegore. Hun eerste album, A Dog Is Born, opgenomen in de studio van Can en uitgebracht op het onafhankelijke label Pure Freude, kon in de Engelstalige pers op veel lof rekenen. Door de beperkte oplage is dit album een verzamelobject geworden.
In 1983 werd Walter Jaeger door de New Yorkse bassist Raoul Walton vervangen; de band bracht de instrumentale single 'Belfegore' uit, die sterk rockachtig klonk, en op zaterdag 8 oktober van dat jaar trad de groep in Rome op het festival Progetto Germania op: twee nummers van dit optreden werden uitgebracht. Het Amerikaanse label Elektra Records bood hun voor 175 000 dollar – toentertijd een recordbedrag voor een Duitse band – een contract aan.
In de studio van Conny Plank nam Belfegore in 1984 het gelijknamige album Belfegore op. Dit album, alsook een videoclip voor het nummer 'All that I Wanted', werd in New York samengesteld. Op het eind van dat jaar toerde de band door de VS als voorprogramma van Hanoi Rocks, en in 1985 gaven ze enkele concerten in Duitsland en speelden ze eveneens het voorprogramma van U2 aldaar, evenals in Zürich en Parijs. De muziek van Belfegore bestond vooral uit ruwe hardrock met gothicinslag, die in de geest van de jaren tachtig echter wel commerciële waarde had.
Clauss was evenwel het leven als rockster beu geworden, en hij besloot de groep te ontbinden: het laatste concert van Belfegore vond in Berlijn plaats op 24 maart 1985. Hij richtte in Düsseldorf een homeopathische praktijk op. Walter Jaeger trad tot Die Krupps toe; Charly Terstappen en Raoul Walton speelden in de bands van Marius Müller-Westernhagen. Daarenboven was Terstappen van 1999 tot 2011 drummer bij The Lords.

## Discografie
- 1983 A Dog Is Born (lp)
- 1983 Belfegore / Heilige Kriege; Nacht in Sodom (maxisingle)
- 1984 Belfegore (lp)
- 1984 All that I Wanted / Wake up with the sirens; Seabird seamoan (maxisingle)
- 1984 Belfegore In Roma (single)
- 1984 All that I Wanted (single)